# Курыш
Курыш — посёлок в Дзержинском районе Красноярского края в составе Александро-Ершинского сельсовета. До 1996 года находился в составе Вознесенского сельсовета.

## География
Находится в южной части района примерно в 27 километрах по прямой на юго-запад от села Дзержинское.

## Климат
Климат резко континентальный, который проявляется в больших годовых амплитудах температуры воздуха. Среднемесячная температура января −21,4 °C, июля 18,2 °C. Средняя дата наступления мороза 7/IX, средняя дата окончания последнего мороза 31/V, средняя продолжительность безморозного периода — 98 дней. Средняя продолжительность отопительного сезона составляет 243 дня, средняя температура отопительного сезона — 9,1 °C. Количество осадков, выпадающих в тёплый период, составляет 288 мм, а в холодный — 74 мм. Средняя высота снежного покрова на открытых участках составляет 36 см, максимальная — 50 см, минимальная — 17 см.

## История
Основан в 1909 году как Верхне-Курышинский участок. Позже стал Северным лесопунктом Дзержинского леспромхоза.

## Население
Постоянное население составляло 88 человек в 2002 году (90 % русские), 12 человек в 2010.